# 長江基建
長江基建集團有限公司（港交所：1038、LSE：CKI），簡稱長江基建、長建，為長江集團旗下主力於交通基建、能源基建及基建材料等業務的公司。主要股東為長江和記實業有限公司，董事局主席為李嘉誠的長子李澤鉅，董事局副主席為霍建寧及葉德銓，集團董事總經理為甘慶林。
長江基建的主要投資包括為香港島及南丫島供應電力的香港電燈佔38.87%權益；在中國、澳洲及英國的能源基建及交通基建組合。其他業務包括香港水泥產品製造商青洲英坭及佔百分之五十權益之合營公司友盟建築材料。

## 歷史
1999年，長建及港燈以34億澳元投得南澳洲ESTA電網權益，為長建業務國際化踏出第一步。
2005年，長建及港燈各自以5.57億英鎊及2.77億英鎊，分別購入英國Nothern Gas Networks（NGN）燃氣管道網絡40%及19.9%權益。
2008年6月10日起，長江基建被剔出恆生指數成份股（藍籌股）。
2010年，長建收購英國Seabank Power電廠業務50%權益，作價2.11億英鎊。
2010年7月30日，長江基建連同香港電燈及李嘉誠基金會，成功擊退麥格理、阿布扎比投資局與加拿大退休計劃基金組成的財團，以57.75億英鎊（約700億元）向法國電力集團（EDF）收購英國電網EDF Energy，長建、港燈以及李嘉誠基金，分別佔40%、40%及20%的股益。EDF Energy資產集中在英國東南部，電網服務覆蓋的範圍包括倫敦、牛津及劍橋等重要地區，服務的用戶達到780萬戶。
2011年8月2日，長江基建、長江實業及李嘉誠基金會合組UK Water公司分別佔40%、40%及20%股權的合營公司，收購英國上市水務公司Northumbrian Water Group（NWG）全部權益，涉及金額24.116億英鎊，相當於約309.167億港元，另須承擔三百一十億元債務。合共48億鎊（618億港元），另外，長建以7480萬鎊，出售持有7年的Cambridge Water給匯豐。
2012年7月25日，長江基建、長江實業、電能實業及李嘉誠基金會佔有30%，30%，30%及10%權益，以6.45億英鎊（約77.53億港元）收購英國威爾斯及英格蘭西南部天然氣配氣網絡（Wales & West Utilities，下稱WWU）連同負擔之WWU債務，涉及企業價值共235億元，令長建系在英國的輸氣管道倍增至7.2萬公里。
2013年1月15日，長江基建以4.9億新西蘭元（約31.82億港元），全面收購新西蘭廢物管理服務供應商Enviro Waste
2014年5月28日，長江基建和長江實業各佔50%股權的合營公司以3.467億加元，相當於約24.82億港元收購加拿大具領導地位的機場外圍停車場服務公司Park’N Fly
2014年5月31日，長江基建、長江實業及電能實業各佔三分一股權的財團以144億港元收購澳洲天然氣配氣商Envestra（已易名為Australian Gas Networks）。
2015年1月20日，長江基建和長江實業各佔50%股權的合營公司以10.27億英鎊，相當於約120.17億港元收購英國鐵路車輛租賃公司Eversholt鐵路集團
Eversholt Rail現時的列車車隊包括3474個載客車卡、1003個載貨車卡、63個載貨箱，以及2家車廠
2015年7月30日，長江基建透過旗下鐵路車輛租賃公司Eversholt Rail，以3.6億英鎊（約合港幣43億元）向英國First Great Western購買並租賃173輛新卡列車。
2015年9月8日，長江基建計劃和旗下公司電能實業合併，過程指出，電能實業把會以1股換取1.04股該公司股份，其次該公司把會派發5港元股息，在股東大會批准後，更名「長江基建實業（集團）有限公司」（英語：CK Infrastructure Assets (Holdings) Limited），其次會撤銷電能實業上市。
2015年10月7日，長江基建計劃和旗下公司電能實業合併事項，把原有1.04股和派發5港元股息，分別提高至以1股換取1.066股該公司股份，和派發7.5港元股息，原因是受到投資者提出意願。
2015年11月24日，長江基建計劃和旗下公司電能實業合併事項，在股東大會不獲通過，電能小股東陳女士和蘇先生向記者指出，由於合併換股比例1:1.066不合理，應提高至1:1.1，加上陳女士持有電能實業股票達至30多年不等，此外需要提高至8–9港元才成事，而Institutional Shareholder Services和GlassLewis也批評出價太低。
2016年3月14日，長江基建八年後再次納入恆生指數。這使李氏家族旗下擁有多達四間公司位列恒指成份股，包括長江和記實業（1）、電能實業（6）、長江基建（1038）和長實地產（1113），佔恒指權重達到8.17％。
2017年1月16日長實地產（01113）、長江基建（01038）及電能實業（00006）各佔40%、40%及20%股權的合營公司將以每股3澳元（約17.19港元），斥资74.08億澳元（約424.48億港元）收購澳洲能源集團DUET。
2017年7月27日長實地產及長江基建各佔65%和35%股權的合營公司將以45億歐元（約合411.7億港幣）收購德國計量及能源管理集團依斯塔（Ista）。
2019年1月10日長江基建訂立配售協議，出售電能4,380萬股，占已發行股本約2.05%，每股配售價52.93元，套現約23.2億元，持股量降至35.96%。
2020年1月7日長江與國家電投旗下深交所上市公司吉電股份（000875.SZ）合組合營公司。根據簽訂的合作意向書，長江基建與吉電股份擬共同投資約25億元人民幣，建設及營運於吉林省通化市通化縣之河口綜合智慧能源項目，其中長江基建擬佔投資比例40%，即約10億元人民幣。

## 外部連結
- 長江基建集團有限公司 （页面存档备份，存于）
- 香港總商會《工商月刊》2002年5月：考察青洲英坭廠 （页面存档备份，存于）